# Martin Dolenc
Martin Dolenc (Split, 2000.) hrvatski je jedriličar u klasi Formula Kite
Rodio se u Splitu, a živi u Pomeru kraj Pule. Pobijedio je na četiri juniorska svjetska prvenstva. Osvojio je Europsko prvenstvo u seniorskoj konkurenciji 2017. godine u disciplini slalom. Pobijedio je u utrci za kite tour u Austriji 2022. godine, a bio je 2. na Panameričkom prvenstvu iste godine. Postao je prvi hrvatski "kajtaš" u povijesti koji će nastupiti na Olimpijskim igrama u klasi Formula Kite.
U svibnju 2024. bio je 8. na Svjetskom prvenstvu u klasi Formula Kite u francuskom Hyeresu.
Trenira zajedno sa svjetskim prvakom Singapurcem Maximilianom Maederom od 2021. godine. Zajednički trener im je Ivan Dolenc, Martinov otac.